# Parklai
Parklai là một huyện (muang, mường) thuộc tỉnh Xayabury ở bắc Lào .